# La Esperanza (1896)
La Esperanza fue un periódico editado en la ciudad española de Gandía en 1896.

## Descripción
Apareció en diciembre de 1896 y tuvo una vida muy corta bajo la dirección de Antonio Tebar. Se publicaba bajo el subtítulo de «semanario tradicionalista» en cuatro páginas de 39 por 29 centímetros, a tres columnas. Según Navarro Cabanes, «publicó valientes artículos en defensa de los intereses morales y materiales del distrito».